# AIK Fotbolls historia 1937–1945
AIK Fotbolls historia 1937-1945 behandlar de år som AIK agerade som en jojo under det sena 1930-talet och början av 1940-talet, med en andraplats säsongen 1938/39 som höjdpunkt. 1939 bröt det andra världskriget ut, vilket störde fotbollen i Sverige. Men trots det spelades Allsvenskan dessa år.

## Sena 1930-talet
Den stora daldansen kallas den klassiska match som spelades mellan AIK och IK Brage på Råsunda Fotbollsstadion den 17 oktober 1937. Den verkliga publiksiffran denna match kommer för evigt vara okänd, men antalet betalande åskådare denna match var 34150, vilket dock är en väldigt missvisande siffra. Människor tryckte och slog sig igenom flera portar för att komma in på matchen och till slut fick poliser med dragna sablar rycka in och återupprätta ordningen. Men trots detta var det flera tusen, mycket fler än tiotusen, som fick vända hem besvikna för att de inte fick se allsvenskans mest omtalade match i historien. Flera av de som inte kom in på Råsunda åkte till Stockholms Stadion och matchen mellan Djurgårdens IF och Skutskär på grund av att de utlovade direktrapportering från matchen. Anledningen till publikstormningen var att IK Brage krossat allt motstånd som nykomlingar och var i serietopp tillsammans med de regerande svenska mästarna AIK.
Matchen nådde inte upp till inramningen och slutade 2-2, efter att AIK kvitterat i matchminut 59. Denna match var början på en nedåtgående trend för båda lagen. AIK slutade till sist sexa, sämsta placeringen sedan 1929, och Brage kom sjua. Istället var det arbetarlaget IK Sleipner från Norrköping som vann guldet för första gången, detta trots att AIK vann mötet mellan lagen i sista omgången. Det gick dock ännu sämre för göteborgslagen, helt katastrofalt för två. IFK Göteborg och GAIS åkte ut ur Allsvenskan, för första gången sedan starten. Örgryte IS var det sista laget som klarade sig kvar. Nu var det bara AIK och Örgryte kvar som de enda lag som aldrig åkt ut ur Allsvenskan.
AIK framgångar under 1930-talet, som var det bästa årtiondet i AIK:s historia dittills, avrundades med en andraplats efter IF Elfsborg säsongen 1938/39. Före säsongsstarten trodde många att AIK skulle fortsätta spela dåligt på grund av den dåliga avslutning man gjorde på det föregående årets säsong - de flesta trodde även att man skulle åka ner. Inga spektakulära nyförvärv presenterades och träningen verkade man inte bry sig så mycket om på sommaren. Under hösten förekom ett par inre grupperingar i truppen, som pressen gärna skrev om. Men AIK gav alla "experter" på munnen och visade upp ett mycket bra spel hela höstsäsongen. Man slutade tvåa efter höstsäsongen, och hann med att bli första allsvenska lag att åka flygplan till en fotbollsmatch. Vårsäsongen erbjöd också ett stabilt AIK-spel men åt seriesegrande Elfsborg fanns inget att göra, som till slut vann med hela nio poäng. AIK klarade en andraplats framför skånelagen Malmö FF och Landskrona BoIS.
AIK:s 1930-tal var som sagt det bästa någonsin och det skulle dröja tills 1990-talet innan AIK hade en lika stor dynasti. Man var årtiondets bästa svenska lag och 1939 markerar slutet på AIK:s första allsvenska storhetstid.

## Andra världskriget
Fotbollsallsvenskan 1939/1940 stod i skuggan av andra världskriget och AIK gjorde inte en av sina bättre säsonger. Flera av 1930-talets storheter hade försvunnit eller var på väg att försvinna, och hösten började knackigt med rejäla förluster mot Hälsingborgs IF. Trots att AIK återigen hade det högsta hemmasnittet i Allsvenskan (för elfte året i rad) så kritiserades hemmasupportrarna för att vända sig mot AIK under matcherna. Som tur var för AIK så fanns det ännu sämre lag. Malmö FF och Hammarby hade bara vunnit en match var innan uppehållet, så AIK hade fortfarande, trots en medioker höstsäsong, en bra bit ned till nedflyttningsstrecket.
Det var som sagt orostider i Europa dessa år. Krigsutbrottet i september 1939 hade gjort så att många män blev inkallade, och fick svårt att få permissioner för allsvenska matcher - vilket inte minst var lidande för AIK:s publik, men också för AIK:s spelare. Ett par dagar innan vårstarten 1940 tågade tyska trupper in i Danmark och Norge vilket gjorde att just vårstarten ställdes in. Sverige var i chocktillstånd, och det var tal om att ställa in hela Fotbollsallsvenskan detta år. Man kom överens om att göra så om fler komplikationer inträffade, men det gjorde det inte, och serien kunde färdigspelas. AIK startade vårsäsongen med en förlust mot Sleipner, men sedan gick det bra med fyra vinster och ett säkrat kontrakt. Laget var också nära att spela guldet ur Elfsborgs händer, men resultatet 2-2 gjorde så att Elfsborg vann på målkvot (gjorda mål delat på insläppta mål) till slut. AIK slutade på en sjätte plats 1939/1940.
1940/1941 var AIK åter i topp, då man slutade på tredjeplats. Serien var dock inte så uppmärksammad, huvudsakligen på grund av kriget, och AIK:s hemmasnitt uppgick endast till 8708 personer. Den 22 maj 1941 spelade AIK hemma mot Hälsingborgs IF, i en match som hade mycket stor betydelse för den allsvenska guldstriden. Det faktum att endast 14326 personer kom till en sådan viktig allsvensk match visar att det fanns fler och viktigare saker att bekymra sig om än fotboll på den här tiden. Matchen slutade för övrigt 3-1 till Hälsingborg, som vann Allsvenskan.
1941/1942 var den säsongen då Svenska cupen startade. Den startades på grund av bristen på internationellt utbyte, men endast 32 lag fick deltaga i denna rikstäckande cup. AIK:s första cupmatch spelades den 13 april 1941 mot Visby. AIK vann den matchen med 14-2, och sedan vann man även omgången efter mot Malmö FF, sedan åkte man på en förlust mot IK Brage i kvartsfinalen med 5-0.
Fotbollsallsvenskan 1941/1942 blev jobbigt för AIK:s del. Laget började med tre förluster och fick kämpa i underläge resten av säsongen. Ett stort utropstecken blev dock "Garvis" Carlsson som också gjorde avgörande insatser i det svenska landslaget. Från hösten 1941 kommer historien om gropen och "Garvis" då den dåvarande kungen Gustaf V sa åt "Garvis" att "stiga ur gropen", och då svarade han "det finns ingen grop".
Trots att Sverige inte var med i kriget så påverkade det naturligtvis Allsvenskan och de svenska lagen. AIK använde sig av 26 stycken olika spelare, varav många som bara fick spela en eller väldigt få matcher på grund av avsaknaden av ordinarie spelare. Det var dock inte bara AIK som hade dessa problem, utan alla lag fick klara sig utan vissa av sina spelare på grund av militärtjänst. SM-guldet var en uppgörelse mellan IFK Göteborg och GAIS, medan AIK seglade in på en nionde plats, på ett säkert avstånd från nedflyttning. Noterbart är att AIK för första gången sedan 1929 inte blev Sveriges publiklag nummer ett, utan man passerades av både IFK Göteborg och Malmö FF, och sånär Reymersholms IK. AIK:s hemmasnitt hamnade till slut på 7586 personer.
Säsongen efter, 1943 blir ytterligare ett mellanår i svensk fotboll och för AIK. Man kom på en sjundeplats i Allsvenskan, trots att AIK hade en någorlunda bra period med sex raka vinster och nio raka matcher utan förlust. Man fick också respass direkt ur Svenska Cupen, då man förlorade mot Halmstads BK med 3-1 borta. Och så hissades AIK:s klubbflagga upp för första gången på Råsundastadion, och det har alltid hängt minst en på AIK:s hemmamatcher sedan dess, även idag.
Efter ett par mellanår hade AIK äntligen ett bra år igen, säsongen 1943/1944, och nådde topplaceringar i både Allsvenskan och i Svenska Cupen. "Garvis" Carlsson var i sitt livs form, och AIK hade ett starkt försvar, och hade ett offensivt och vägvinnande spel igen. Det var bara i matcherna mot Malmö FF och IF Elfsborg som AIK fick rejäla problem och en onödig hemmaförlust mot IFK Norrköping. Med tre omgångar kvar av Allsvenskan skulle de två topplagen AIK och Malmö mötas i en match som lockade 35920 personer - nytt publikrekord för Allsvenskan och för AIK. Malmö var för starkt dock, och vann matchen rättvist med 2-1. Den sista omgången kunde AIK säkra en andraplats, genom att vinna eller spela oavgjort mot Degerfors IF. Man vann matchen med 3-1, men eftersom en spelare i AIK, Erik Svensson, redan hade spelat en reservlagsmatch för Malmö FF så ogiltigförklarades matchen, och slutsiffrorna fick skrivas om till 0-0 och en officiell Degerfors-seger och man slutade på en tredjeplats.
I den Svenska Cupen övertygade AIK inte. Man hade tre stycken vinster efter förlängning, mot Halmia, Ljusne AIK och mot Elfsborg. AIK gick dock till final via dessa segrar, och tog emot IFK Norrköping på Råsunda. Matchen lockade 22478 åskådare, men slutade 0-0 efter en mycket trist match. Omspelet i mitten av november vanns av Norrköping med 5-2 och AIK slutade alltså tvåa i det årets upplaga av Svenska Cupen.
AIK började säsongen 1944/45 genom att slå Ludvika borta med 2-1, sedan GAIS med 4-2 hemma, och efter det nitade man till de blivande svenska mästarna IFK Norrköping med 4-1. Sedan föll AIK ihop totalt och förlorade sex stycken raka matcher, AIK:s längsta förlustsvit under 1900-talet. Hösten avslutades dock med en smula hopp då AIK vann stort över Hälsingborgs IF borta (1-6) och även mot de regerande svenska mästarna Malmö FF borta (2-3). Vårsäsongen blev dock långt ifrån bra, en 7-2-förlust mot Göteborg är den matchen som gav störst intryck detta år. Som tur var så var det många sämre lag i serien, som Ludvika och Landskrona, så AIK lyckades hålla sig kvar i serien även denna säsong.

## Tabeller
1937/1938 - Allsvenskan
|    |                 | S  | V  | O | F  | GM | IM | MS  | P  |
| -- | --------------- | -- | -- | - | -- | -- | -- | --- | -- |
| 1  | IK Sleipner     | 22 | 12 | 6 | 4  | 46 | 28 | +18 | 30 |
| 2  | Hälsingborgs IF | 22 | 12 | 2 | 8  | 36 | 27 | +9  | 26 |
| 3  | Landskrona BoIS | 22 | 10 | 6 | 6  | 40 | 31 | +9  | 26 |
| 4  | IF Elfsborg     | 22 | 12 | 2 | 8  | 44 | 37 | +7  | 26 |
| 5  | Gårda BK        | 22 | 8  | 9 | 5  | 29 | 28 | +1  | 25 |
| 6  | AIK             | 22 | 9  | 6 | 7  | 44 | 37 | +7  | 24 |
| 7  | IK Brage        | 22 | 9  | 3 | 10 | 45 | 44 | +1  | 21 |
| 8  | Sandvikens IF   | 22 | 8  | 5 | 9  | 29 | 32 | -3  | 21 |
| 9  | Malmö FF        | 22 | 6  | 8 | 8  | 20 | 30 | -10 | 20 |
| 10 | Örgryte IS      | 22 | 7  | 5 | 10 | 33 | 37 | -4  | 19 |
| 11 | IFK Göteborg    | 22 | 6  | 4 | 12 | 28 | 35 | -7  | 16 |
| 12 | GAIS            | 22 | 3  | 4 | 15 | 19 | 47 | -28 | 10 |

1938/1939 - Allsvenskan
|    |                   | S  | V  | O | F  | GM | IM | MS  | P  |
| -- | ----------------- | -- | -- | - | -- | -- | -- | --- | -- |
| 1  | IF Elfsborg       | 22 | 15 | 4 | 3  | 65 | 26 | +39 | 34 |
| 2  | AIK               | 22 | 11 | 3 | 8  | 49 | 34 | +15 | 25 |
| 3  | Malmö FF          | 22 | 9  | 7 | 6  | 30 | 29 | +1  | 25 |
| 4  | Landskrona BoIS   | 22 | 9  | 7 | 6  | 29 | 36 | -7  | 25 |
| 5  | Gårda BK          | 22 | 7  | 8 | 7  | 38 | 37 | +1  | 22 |
| 6  | IK Brage          | 22 | 6  | 9 | 7  | 33 | 38 | -5  | 21 |
| 7  | IK Sleipner       | 22 | 8  | 4 | 10 | 43 | 44 | -1  | 20 |
| 8  | Sandvikens IF     | 22 | 9  | 2 | 11 | 34 | 36 | -2  | 20 |
| 9  | Hälsingborgs IF   | 22 | 7  | 6 | 9  | 29 | 33 | -4  | 20 |
| 10 | Örgryte IS        | 22 | 8  | 3 | 11 | 39 | 43 | -4  | 19 |
| 11 | Degerfors IF      | 22 | 9  | 1 | 12 | 43 | 52 | -9  | 19 |
| 12 | Hallstahammars SK | 22 | 4  | 6 | 12 | 27 | 51 | -24 | 14 |

1939/1940 - Allsvenskan
|    |                 | S  | V  | O  | F  | GM | IM | MS  | P  |
| -- | --------------- | -- | -- | -- | -- | -- | -- | --- | -- |
| 1  | IF Elfsborg     | 22 | 13 | 6  | 3  | 66 | 31 | +35 | 32 |
| 2  | IFK Göteborg    | 22 | 15 | 2  | 5  | 49 | 27 | +22 | 32 |
| 3  | Hälsingborgs IF | 22 | 12 | 3  | 7  | 49 | 32 | +17 | 27 |
| 4  | IK Brage        | 22 | 10 | 6  | 6  | 42 | 38 | +4  | 26 |
| 5  | Sandvikens IF   | 22 | 10 | 2  | 10 | 38 | 37 | +1  | 22 |
| 6  | AIK             | 22 | 8  | 5  | 9  | 38 | 38 | 0   | 21 |
| 7  | Landskrona BoIS | 22 | 7  | 7  | 8  | 42 | 50 | -8  | 21 |
| 8  | IK Sleipner     | 22 | 8  | 5  | 9  | 33 | 49 | -16 | 21 |
| 9  | Gårda BK        | 22 | 5  | 10 | 7  | 27 | 39 | -12 | 20 |
| 10 | Malmö FF        | 22 | 4  | 10 | 8  | 25 | 28 | -3  | 18 |
| 11 | Örgryte IS      | 22 | 3  | 8  | 11 | 28 | 44 | -16 | 14 |
| 12 | Hammarby IF     | 22 | 3  | 4  | 15 | 34 | 58 | -24 | 10 |

1940/1941 - Allsvenskan
|    |                 | S  | V  | O | F  | GM | IM | MS  | P  |
| -- | --------------- | -- | -- | - | -- | -- | -- | --- | -- |
| 1  | Hälsingborgs IF | 22 | 14 | 3 | 5  | 46 | 26 | +20 | 31 |
| 2  | Degerfors IF    | 22 | 12 | 5 | 5  | 47 | 28 | +19 | 29 |
| 3  | AIK             | 22 | 11 | 4 | 7  | 45 | 36 | +9  | 26 |
| 4  | IF Elfsborg     | 22 | 11 | 3 | 8  | 54 | 37 | +17 | 25 |
| 5  | Landskrona BoIS | 22 | 8  | 9 | 5  | 36 | 36 | 0   | 25 |
| 6  | IFK Göteborg    | 22 | 8  | 6 | 8  | 42 | 36 | +6  | 22 |
| 7  | IFK Norrköping  | 22 | 8  | 6 | 8  | 35 | 32 | +3  | 22 |
| 8  | Malmö FF        | 22 | 7  | 8 | 7  | 33 | 33 | 0   | 22 |
| 9  | Gårda BK        | 22 | 6  | 6 | 10 | 31 | 42 | -11 | 18 |
| 10 | Sandvikens IF   | 22 | 6  | 6 | 10 | 30 | 42 | -12 | 18 |
| 11 | IK Brage        | 22 | 6  | 4 | 12 | 39 | 53 | -14 | 16 |
| 12 | IK Sleipner     | 22 | 3  | 4 | 15 | 28 | 65 | -37 | 10 |

1941/1942 - Allsvenskan
|    |                 | S  | V  | O | F  | GM | IM | MS  | P  |
| -- | --------------- | -- | -- | - | -- | -- | -- | --- | -- |
| 1  | IFK Göteborg    | 22 | 14 | 3 | 5  | 48 | 29 | +19 | 31 |
| 2  | GAIS            | 22 | 10 | 7 | 5  | 46 | 31 | +15 | 27 |
| 3  | IFK Norrköping  | 22 | 12 | 2 | 8  | 50 | 35 | +15 | 26 |
| 4  | Hälsingborgs IF | 22 | 11 | 4 | 7  | 42 | 27 | +15 | 26 |
| 5  | Malmö FF        | 22 | 9  | 7 | 6  | 37 | 33 | +4  | 25 |
| 6  | Degerfors IF    | 22 | 9  | 5 | 8  | 43 | 35 | +8  | 23 |
| 7  | IF Elfsborg     | 22 | 8  | 6 | 8  | 35 | 29 | +6  | 22 |
| 8  | Gårda BK        | 22 | 9  | 4 | 9  | 34 | 46 | -12 | 22 |
| 9  | AIK             | 22 | 7  | 7 | 8  | 37 | 34 | +3  | 21 |
| 10 | Sandvikens IF   | 22 | 6  | 3 | 13 | 27 | 45 | -18 | 15 |
| 11 | Landskrona BoIS | 22 | 5  | 4 | 13 | 22 | 47 | -25 | 14 |
| 12 | Reymersholms IK | 22 | 4  | 4 | 14 | 27 | 57 | -30 | 12 |

1942/1943 - Allsvenskan
|    |                 | S  | V  | O  | F  | GM | IM | MS  | P  |
| -- | --------------- | -- | -- | -- | -- | -- | -- | --- | -- |
| 1  | IFK Norrköping  | 22 | 12 | 7  | 3  | 52 | 25 | +27 | 31 |
| 2  | IF Elfsborg     | 22 | 14 | 2  | 6  | 58 | 32 | +26 | 30 |
| 3  | Helsingborgs IF | 22 | 12 | 6  | 4  | 46 | 28 | +18 | 30 |
| 4  | Degerfors IF    | 22 | 9  | 8  | 5  | 49 | 27 | +22 | 26 |
| 5  | Malmö FF        | 22 | 10 | 5  | 7  | 44 | 30 | +14 | 25 |
| 6  | Halmstads BK    | 22 | 9  | 7  | 6  | 38 | 50 | -12 | 25 |
| 7  | AIK             | 22 | 10 | 4  | 8  | 48 | 37 | +11 | 24 |
| 8  | IFK Göteborg    | 22 | 7  | 10 | 5  | 46 | 40 | +6  | 24 |
| 9  | Sandvikens IF   | 22 | 8  | 2  | 12 | 31 | 47 | -16 | 18 |
| 10 | GAIS            | 22 | 6  | 3  | 13 | 38 | 47 | -9  | 15 |
| 11 | Gårda BK        | 22 | 2  | 5  | 15 | 17 | 60 | -43 | 9  |
| 12 | IFK Eskilstuna  | 22 | 2  | 3  | 17 | 31 | 75 | -44 | 7  |

1943/1944 - Allsvenskan
|    |                 | S  | V  | O  | F  | GM | IM | MS  | P  |
| -- | --------------- | -- | -- | -- | -- | -- | -- | --- | -- |
| 1  | Malmö FF        | 22 | 17 | 3  | 2  | 54 | 22 | +32 | 37 |
| 2  | IF Elfsborg     | 22 | 15 | 2  | 5  | 63 | 30 | +33 | 32 |
| 3  | AIK             | 22 | 16 | 0  | 6  | 54 | 25 | +29 | 32 |
| 4  | IFK Norrköping  | 22 | 13 | 4  | 5  | 53 | 31 | +22 | 30 |
| 5  | IFK Göteborg    | 22 | 12 | 3  | 7  | 69 | 42 | +25 | 27 |
| 6  | Degerfors IF    | 22 | 9  | 7  | 6  | 42 | 30 | +12 | 25 |
| 7  | IS Halmia       | 22 | 10 | 1  | 11 | 47 | 56 | -9  | 21 |
| 8  | GAIS            | 22 | 5  | 5  | 12 | 20 | 48 | -28 | 15 |
| 9  | Halmstads BK    | 22 | 6  | 2  | 14 | 32 | 53 | -21 | 14 |
| 10 | Helsingborgs IF | 22 | 1  | 11 | 10 | 26 | 50 | -24 | 13 |
| 11 | IK Brage        | 22 | 4  | 3  | 15 | 22 | 59 | -37 | 11 |
| 12 | Sandvikens IF   | 22 | 1  | 5  | 16 | 23 | 59 | -36 | 7  |

1944/1945 - Allsvenskan
|    |                 | S  | V  | O | F  | GM | IM | MS  | P  |
| -- | --------------- | -- | -- | - | -- | -- | -- | --- | -- |
| 1  | IFK Norrköping  | 22 | 17 | 3 | 2  | 71 | 23 | +48 | 37 |
| 2  | IF Elfsborg     | 22 | 13 | 6 | 3  | 52 | 31 | +21 | 32 |
| 3  | Malmö FF        | 22 | 12 | 4 | 6  | 58 | 31 | +27 | 28 |
| 4  | IFK Göteborg    | 22 | 12 | 3 | 7  | 57 | 43 | +14 | 27 |
| 5  | Degerfors IF    | 22 | 10 | 5 | 7  | 35 | 32 | +3  | 25 |
| 6  | GAIS            | 22 | 9  | 3 | 10 | 35 | 38 | -3  | 21 |
| 7  | AIK             | 22 | 7  | 5 | 10 | 38 | 38 | +0  | 19 |
| 8  | Halmstads BK    | 22 | 8  | 2 | 12 | 33 | 58 | -25 | 18 |
| 9  | IS Halmia       | 22 | 7  | 2 | 13 | 31 | 49 | -18 | 16 |
| 10 | Helsingborgs IF | 22 | 5  | 4 | 13 | 35 | 56 | -21 | 14 |
| 11 | Ludvika FFI     | 22 | 6  | 2 | 14 | 30 | 56 | -26 | 14 |
| 12 | Landskrona BoIS | 22 | 4  | 5 | 13 | 38 | 58 | -20 | 13 |